# ستيفن يانج
ستيفن يانج (بالإنجليزية: Stephen Young)‏ هو ممثل أمريكي، ولد في 19 مايو 1931 بتورونتو في كندا.

## أعمال

### أفلام
- (1970) باتون[2][3]

## وصلات خارجية
- ستيفن يانج على موقع IMDb (الإنجليزية)
- ستيفن يانج على موقع ألو سيني (الفرنسية)
- ستيفن يانج على موقع أول موفي (الإنجليزية)
- ستيفن يانج على موقع قاعدة بيانات الأفلام السويدية (السويدية)
- ستيفن يانج على موقع إن إن دي بي (الإنجليزية)
- ستيفن يانج على موقع قاعدة بيانات الفيلم (الإنجليزية)
- ستيفن يانج على موقع كينوبويسك (الروسية)
- ستيفن يانج على موقع كينوبويسك (الروسية)